# 경주시보건소
경주시보건소는 경상북도 경주시의 보건소이다.

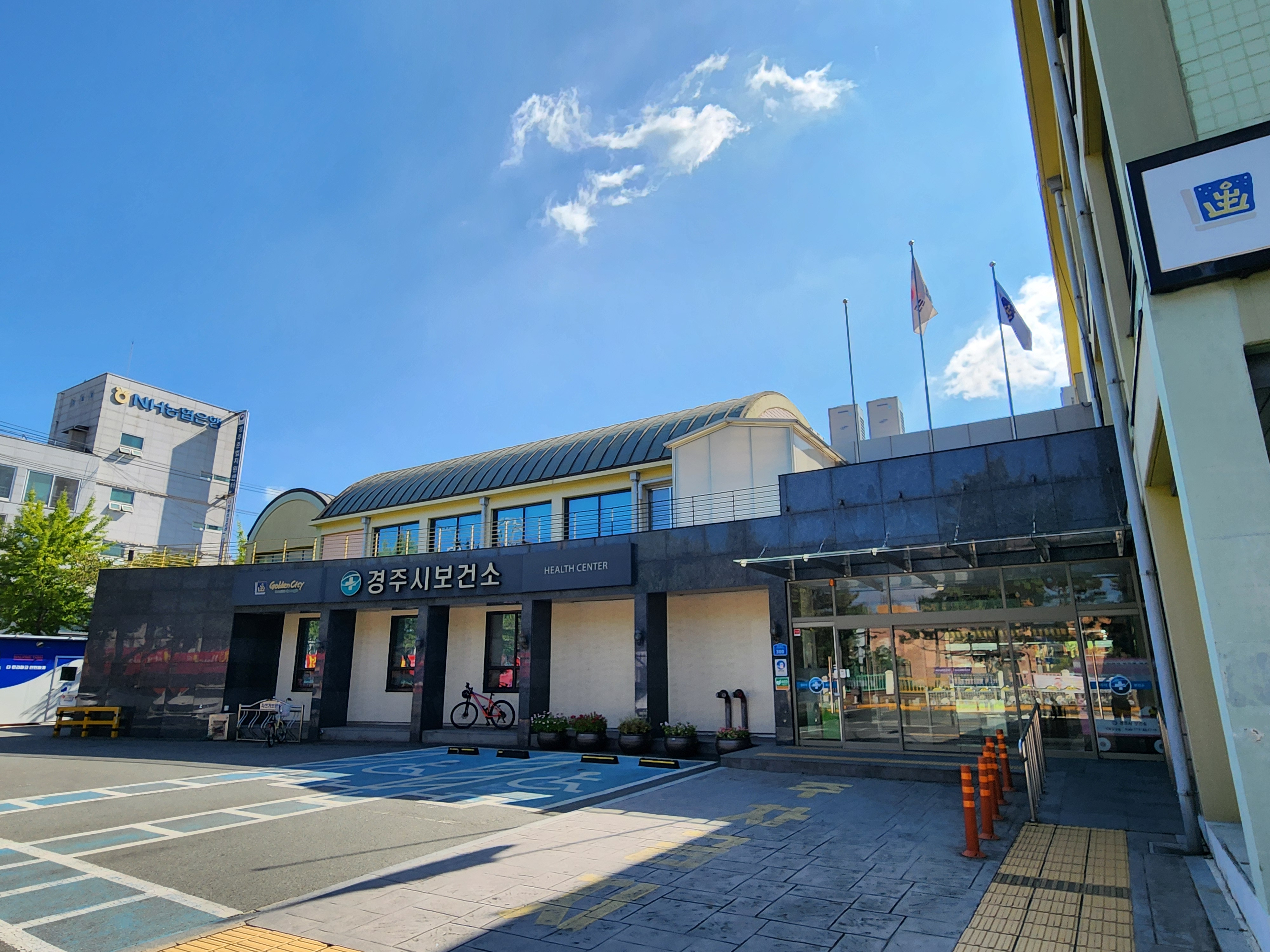
보건소 전경

## 기본정보
- 주소 : 경상북도 경주시 양정로 300 (동천동 987번지)

## 연혁
- 1953년 경주시보건진료소 설치
- 1963년 1월 경주시보건소 승격
- 1963년 7월 노동동 12번지 시청사 내 보건지소 설치
- 1987년 8월 보건소 이전 신축 준공 (동천동 775번지)
- 1995년 1월 1일 통합 경주시보건소 설치
- 1998년 10월 보건소 이전 신축 준공 (동천동 987번지)

## 보건지소 · 보건진료소
- 안강보건지소 - 경주시 안강읍 비화원로 47
  - 다산보건진료소
  - 사방보건진료소
- 건천보건지소 - 경주시 건천읍 내서로 1076-3
  - 화천보건진료소
- 외동보건지소 - 경주시 외동읍 입실로3길 31
  - 석계보건진료소
- 양북통합보건지소 - 경주시 문무대왕면 감은로 67
  - 용동보건진료소
- 양남보건지소 - 경주시 양남면 양남로 330
  - 상계보건진료소
  - 석읍보건진료소
- 내남보건지소 - 경주시 내남면 이조중앙길 46
  - 박달보건진료소
- 산내보건지소 - 경주시 산내면 단석로 696
  - 대현보건진료소
  - 우라보건진료소
  - 일부보건진료소
- 서면보건지소 - 경주시 서면 내서로 389
  - 도리보건진료소
  - 일부보건진료소
- 현곡보건지소 - 경주시 현곡면 용담로 311
  - 가정보건진료소
- 강동보건지소 - 경주시 강동면 강동로 66-7
  - 왕신보건진료소
- 천북보건지소 - 경주시 천북면 천북로 383-1
  - 신당보건진료소
  - 화산보건진료소